# Kurtschau
Kurtschau ist ein Stadtteil der thüringischen Stadt Greiz mit über 650 Einwohnern.

## Lage
Kurtschau liegt etwa drei Kilometer westlich von Greiz auf einem Berghang, von dem man einen Blick ins sächsische Vogtland hat.

## Politik
Ortsteilbürgermeister ist seit 2024 Steffen Wohlrab.

## Geschichte
Während Greiz selbst bereits 1209 erstmals urkundlich erwähnt wurde, stammt die erste Erwähnung von Kurtschau aus dem Jahre 1394.

## Sport
Mit ihrer Gründung im Jahr 1971 sorgt die Sportgemeinschaft Kurtschau e. V. mit ihren Abteilungen Faustball, Badminton, Gymnastik, Bogenschießen (seit 2017), Kindersport sowie in den 80er Jahren Tischtennis für sportliches Treiben im eigenen Ort und der Umgebung. Vor allem mit dem Faustball sind die Kurtschauer seit Jahren in Thüringens höchster Liga – der Verbandsliga – erfolgreich. Im Jahr 2008 erspielten sich sowohl die 1. Kurtschauer Männermannschaft wie auch das Team der Damen die Thüringer Landesmeisterschaft. Die Jugendteams AK12 und AK14 wurden in diesem Jahr jeweils Vizelandesmeister.
Vier Mal im Jahr finden in der Turnhalle zu Kurtschau Faschingsveranstaltungen statt, welche von der SG Kurtschau veranstaltet werden.

## Bekannte Kurtschauer
Der wohl bekannteste ehemalige Bürger von Kurtschau ist der Astronaut Ulf Merbold. Er ist Ehrenbürger von Greiz. Er verbrachte seine Jugendjahre in Greiz-Kurtschau.